# موزه ملی باستان‌شناسی (لیسبون)
موزه ملی باستان‌شناسی لیسبون (به پرتغالی: Museu Nacional de Arqueologia) واقع در لیسبون، پرتغال یکی از مهم‌ترین موزه‌های پرتغال در خصوص باستان‌شناسی است.
این موزه در سال ۱۸۹۳ میلادی توسط باستان‌شناس برجسته خوزه لیت ده واسکونسلوس بنیان‌گذاری شد. در ورودی این موزه دو مجسمه لوستینیانس از جنس سنگ خارا وجود دارد که متعلق به سده یکم پس از میلاد است که از شمال پرتغال به این موزه آورده‌اند. نمایشگاه‌های دائمی تقسیم شده‌اند به عتیقه‌جات مصر باستان و مجموعه‌ای از گنجینه‌های باستانی پرتغال که شامل مقادیر قابل توجهی از فلزکاری در عصر آهن و عصر برنز می‌باشد. این موزه همچنین دارای مهم‌ترین مجموعهٔ موزائیکهای امپراتوری روم در پرتغال است.